# 3 Skulls of the Toltecs
3 черепа тольтеков (англ. 3 Skulls of the Toltecs) — компьютерная игра в жанре квест, разработанная испанской компанией Revisitronic и выпущенная под операционные системы DOS и Windows в 1996 году. В игре используется рисованная графика и юмористический сюжет, напоминающий игры серии Monkey Island.

## Сюжет
В игре используются многие штампы классического вестерна. Ковбой Фенимор Филлмор (англ. Fenimore Fillmore) узнает от бродячего торговца о сокровище тольтеков, ключом к которому являются три золотых черепа. Фенимор получает один из черепов, однако очень скоро выясняется, что не он один знает о сокровищах, и ему приходится вступить в противоборство с конкурентами.
В игре присутствуют многочисленные отсылки к историческим событиям, таким как гражданская война в США и франко-мексиканская война.

## Игровой процесс
В игре используется интерфейс «point-n-click» (рус. «Укажи и щёлкни»). Игрок выбирает глагол из списка (открыть, закрыть, взять, отдать, использовать, смотреть, передвинуть, говорить) и указывает мышью на предмет, с которым требуется совершить действие. Используется модель, похожая на квесты LucasArts. Для передвижения по игровому пространству используется карта. Также можно передвигаться между локациями на осле или ручной дрезине. Головоломки основываются на манипуляциях с предметами из инвентаря персонажа, которые собираются в игре, а также на разговорах с другими персонажами. В диалогах обычно присутствует несколько вариантов ответа, из которых лишь некоторые приводят к желаемому результату.

## Критика и отзывы
| Сводный рейтинг       | Сводный рейтинг |
| Агрегатор             | Оценка          |
| --------------------- | --------------- |
| MobyRank              | 69/100          |
| Иноязычные издания    |                 |
| Издание               | Оценка          |
| Adventure Gamers      | [ 1 ]           |
| metzomagic.com        | [ 2 ]           |
| Русскоязычные издания |                 |
| Издание               | Оценка          |
| Магазин игрушек       | 89 %            |

Обозреватели отметили сходство игры с The Secret of Monkey Island.
Игра получила хорошие и средние оценки. В числе недостатков отмечалось медленное перемещение персонажа по экрану. Юмор был оценён неоднозначно: одни обозреватели назвали шутки посредственными и плоскими, другие, напротив, сочли их весьма смешными. В числе достоинств игры называлась красивая графика и видеовставки.

## Продолжения
Фенимор Филлмор является главным героем ещё двух игр: Фенимор Филлмор: The Westerner. Приключения на Диком Западе (англ. Wanted: A Wild Western Adventure, 2003) и Wanted! Дико Западное приключение (англ. Fenimore Fillmore's Revenge, 2008).